# Buire
Buire ist eine französische Gemeinde mit 822 Einwohnern (Stand: 1. Januar 2022) im Département Aisne in der Region Hauts-de-France. Sie gehört zum Arrondissement Vervins, zum Kanton Hirson und zum Gemeindeverband Trois Rivières.

## Lage
Die Gemeinde Buire liegt am Nordostrand der Landschaft Thiérache auf einem Plateau zwischen den Flusstälern der oberen Oise und dem Ton, unmittelbar als Vorort an die Kleinstadt Hirson angrenzend und elf Kilometer von der Grenze zu Belgien entfernt. Nachbargemeinden von Buire sind Neuve-Maison im Norden, Hirson im Nordosten und Osten, Éparcy im Südosten, La Hérie im Süden sowie Origny-en-Thiérache im Westen.

## Bevölkerungsentwicklung
| Jahr                       | 1962 | 1968 | 1975 | 1982 | 1990 | 1999 | 2006 | 2013 | 2021 |
| Einwohner                  | 930  | 911  | 785  | 857  | 868  | 892  | 879  | 878  | 849  |
| Quellen: Cassini und INSEE |      |      |      |      |      |      |      |      |      |

## Sehenswürdigkeiten
- Kirche zur Geburt der Heiligen Jungfrau (Nativité-de-la-Sainte-Vierge)
- Florentinerturm
- Florentinerturm
- zwei Oratorien
- Reste des ehemaligen Forts
- ehemaliger Semaphor
- Wasserturm

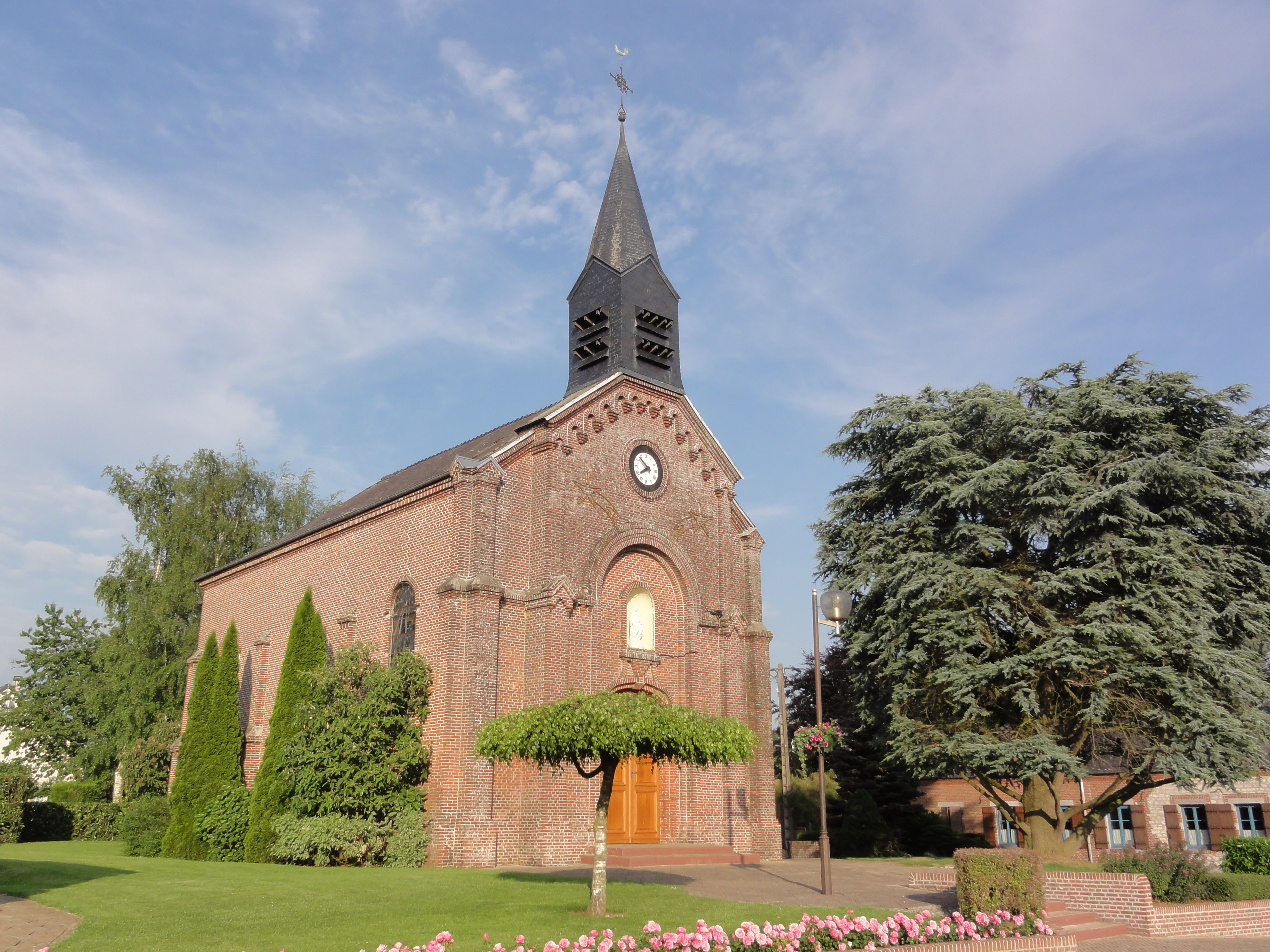
Kirche Nativité-de-la-Sainte-Vierge
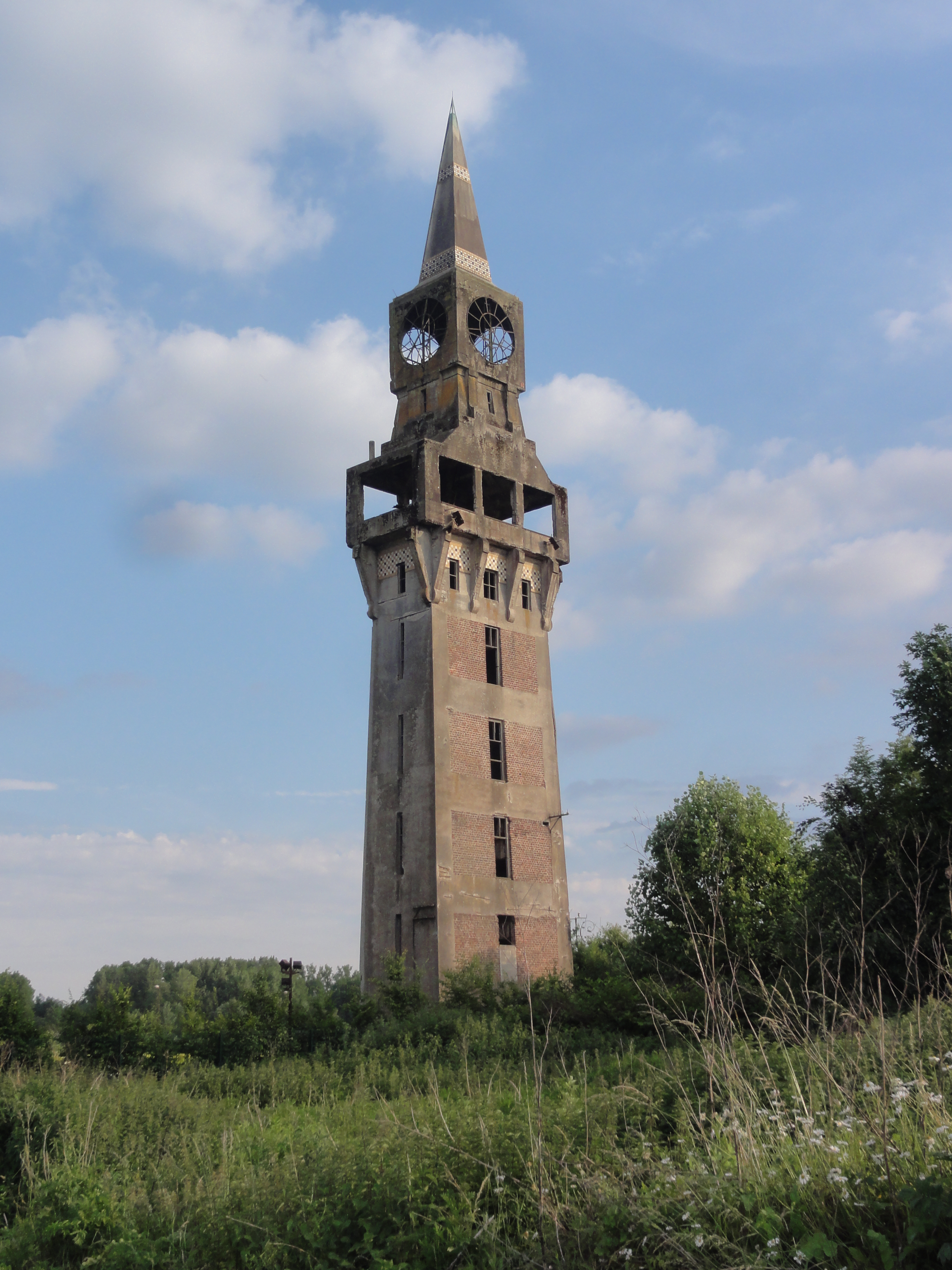
Florentinerturm
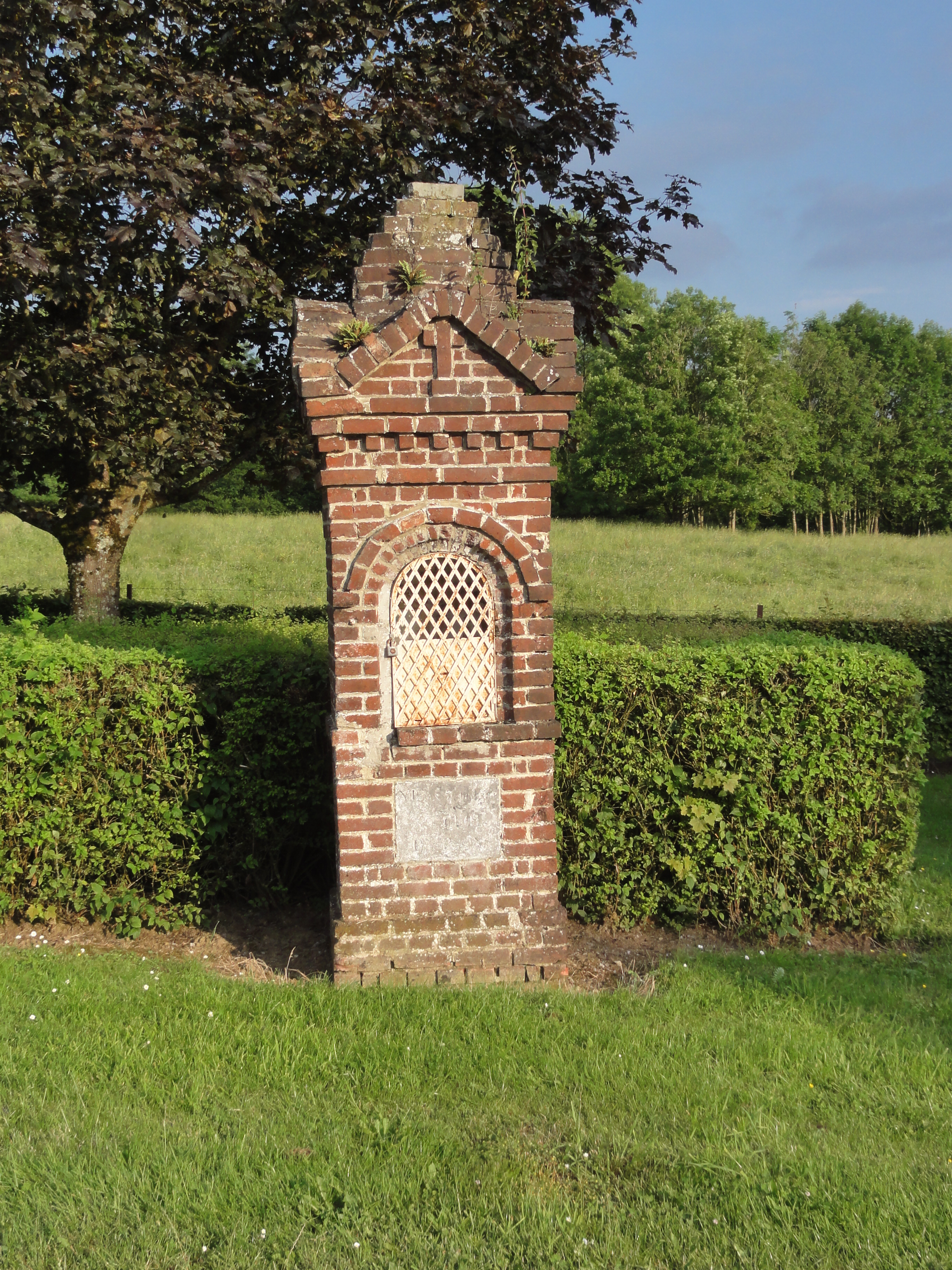
Oratorium
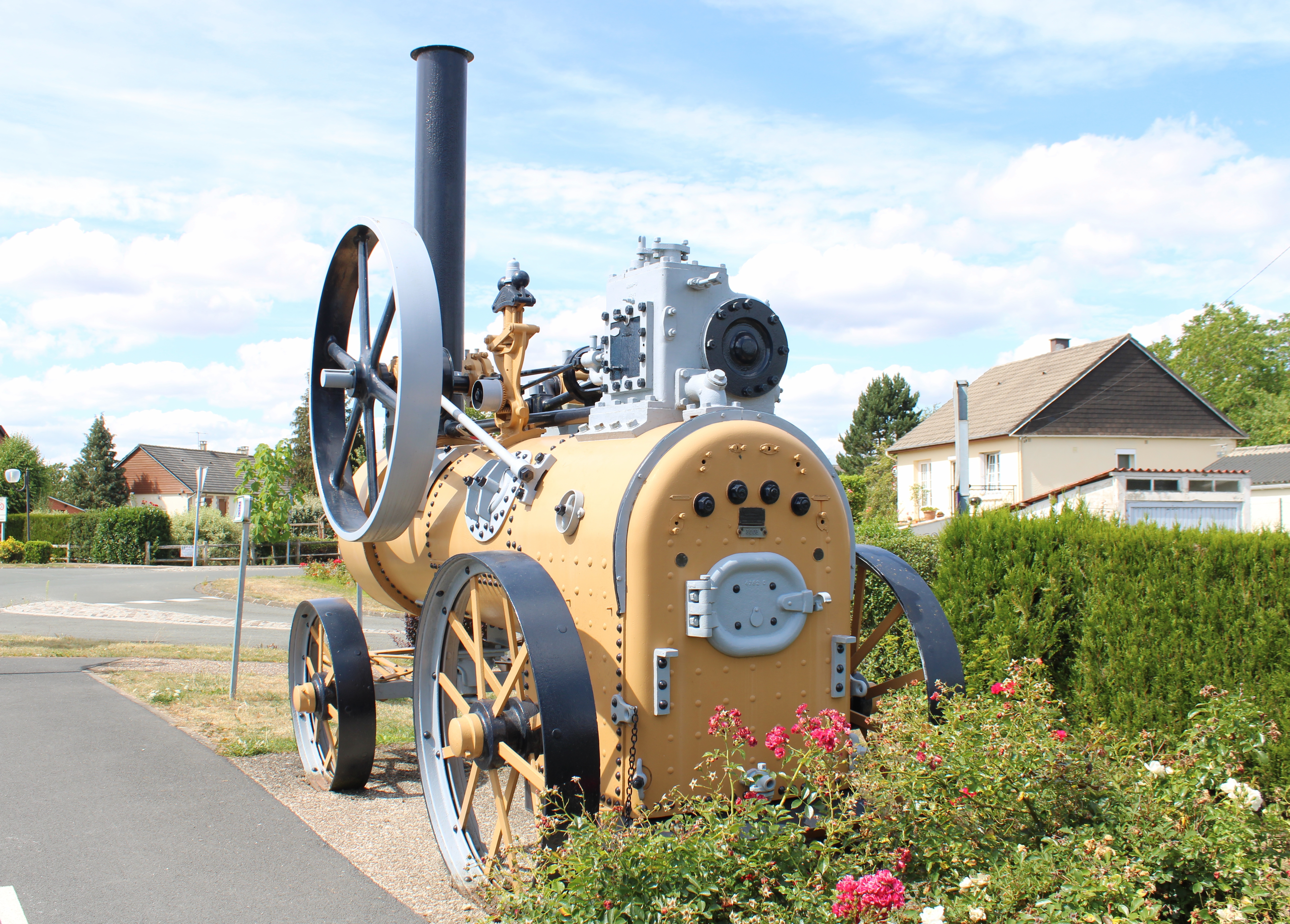
Dampftraktor als Erinnerung an die industrielle Vergangenheit
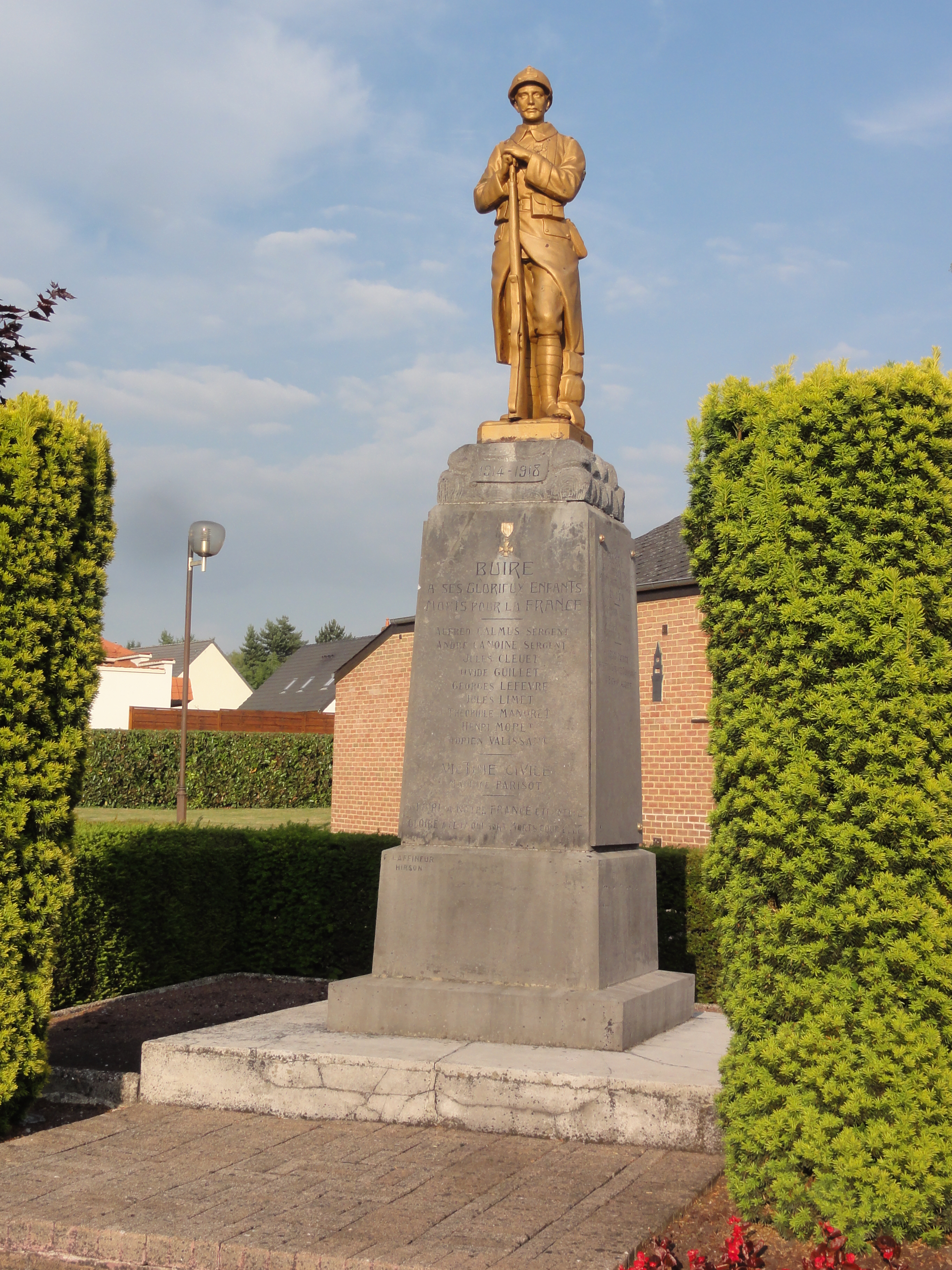
Gefallenendenkmal
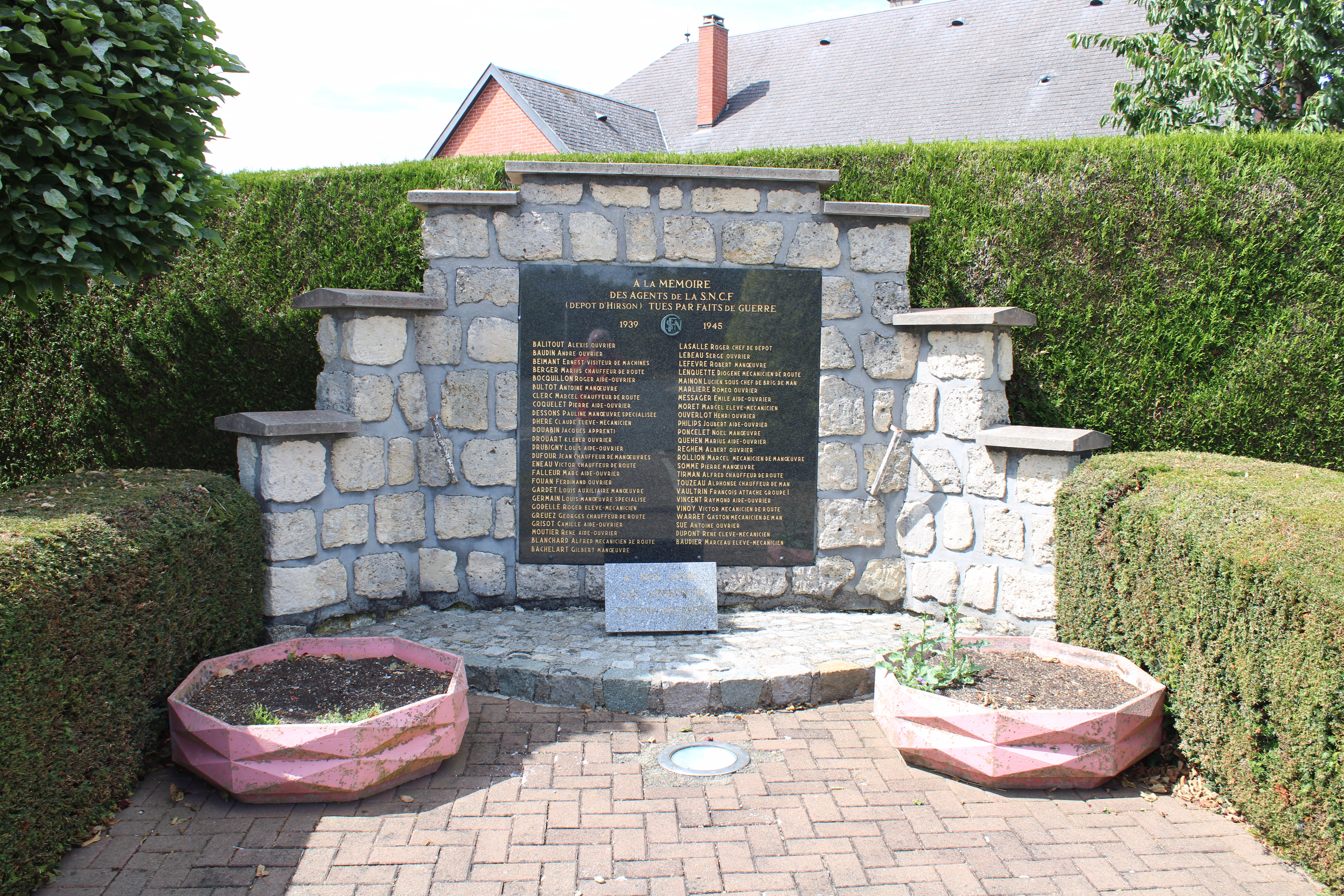
Denkmal für die gefallenen Eisenbahner des Depots in Buire